# 小川紀美代
小川 紀美代（おがわ きみよ）は、日本のバンドネオン奏者。また、世界でも数少ない女性バンドネオン奏者の一人である。

## 略歴
日本大学芸術学部卒業。バンドネオンを独学で習得し、短期間でプロとして通用する技量をマスターする。日本のタンゲリアの『六本木カンデラリア』のタンゴのライブ演奏で、バンドネオンを担当するが、2001年に、オーナーの高野太郎が急病となり(同年10月死去)、カンデラリアは閉店。彼女が最後のバンドネオン奏者となる。
2001年より、アルゼンチンのブエノスアイレスに渡る。バンドネオン奏者のフリオ・オスカル・バネ （Julio Oscar Pane） に師事する。現地でライブ演奏を担う。同年に、最初のアルバム 『Tango Passion』 のレコーディングに参加する。2003年、アルゼンチン最大の音楽祭である「コスキンフェスティバル」（Festival de Cosquín）に日本代表として参加する。2005年にはブエノスアイレス市大統領府博物館ホールほか四ヶ所の公式コンサートに参加する。2007年からは3年連続で韓国 Asian Improvisasion Art Exchange Mullae に参加する。
タンゴばかりでなく、ジャンルを超えて、ジャズやフォルクローレのアーティストとの共演が少なくない。また、バンドネオンソロも手がける。京セラ、タイガー魔法瓶など企業のコマーシャルの音楽も手がけている。また、バンドネオン奏者の後継者の育成にもつとめる。

## CD
- Tango Passion（2001年）：アストル・ピアソラ作品集:須藤信一郎（ピアノ）小泉博一（ヴァイオリン）
- Junta Brava!（2003年・クラシックカタログ社）：古典タンゴ、フォルクローレ集
- Tangoloid（2006年・ジパングレーベル）：宮野弘紀（ギター）吉野弘志（コントラバス）
- 月ノ光（2007年・KAZANE RECORDS）：バンドネオンソロアルバム
- Cruz del Norte（2009年・KAZANE RECORDS）：バンドネオンソロアルバム
- Encuentro（2010年・KAZANE RECORDS）：アルゼンチンタンゴ・フォルクローレアルバム
- sola en Buenos Aires,yo estoy aqui（2018年・KAZANE RECORDS）：バンドネオンソロアルバム
- Infinity（2020年3月18日発売予定）：バンドネオンソロアルバム